# Свети Архангел Гавриил (Ореховец)
„Свети Архангел Гавриил“ (на македонска литературна норма: „Свети Архангел Гаврил“) е поствизантийска църква в поречкото село Ореховец (Ореовец), Северна Македония. Църквата е част от Бродското архиерейско наместничество на Дебърско-Кичевската епархия на Македонската православна църква – Охридска архиепископия.
Църквата е разположена над Горни Ореховец. Изградена е в 1628 година. От запазената живопис прави впечатление огромната риба, с която се предава евхаристична символика. От същия зограф същият мотив се среща и в съседните църкви „Свети Атанасий“ и „Света Варвара“ в Ковач.